# Fascio littorio

Il fascio littorio

Il fascio littorio (in latino fasces lictoriae) era, nell'Antica Roma, l'arma portata dai littori, che consisteva in un fascio di bastoni di legno legati con strisce di cuoio, normalmente intorno a una scure, a rappresentare il potere di vita e di morte sui condannati romani.
Divenne in seguito un simbolo del potere e dell'autorità maggiore, l'imperium, e assunse la tipica forma di fascio cilindrico di verghe di betulla bianca simboleggianti il potere di punire, legate assieme da nastri rossi di cuoio (in latino fasces), simboli di sovranità e unione, al quale talvolta era infissa un'ascia di bronzo. 
Venne poi ripreso come simbolo nell'araldica da movimenti e ideologie politiche rivoluzionarie (nella rivoluzione francese come simbolo di ordine pubblico, guidato dal popolo liberato se insieme al berretto frigio) e poi dal Fascismo, che nel 1926 rese il fascio littorio parte dello stemma del  Regno d'Italia.

## Storia

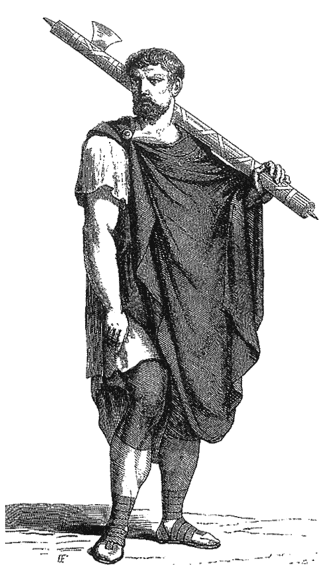
Littore recante i fasces

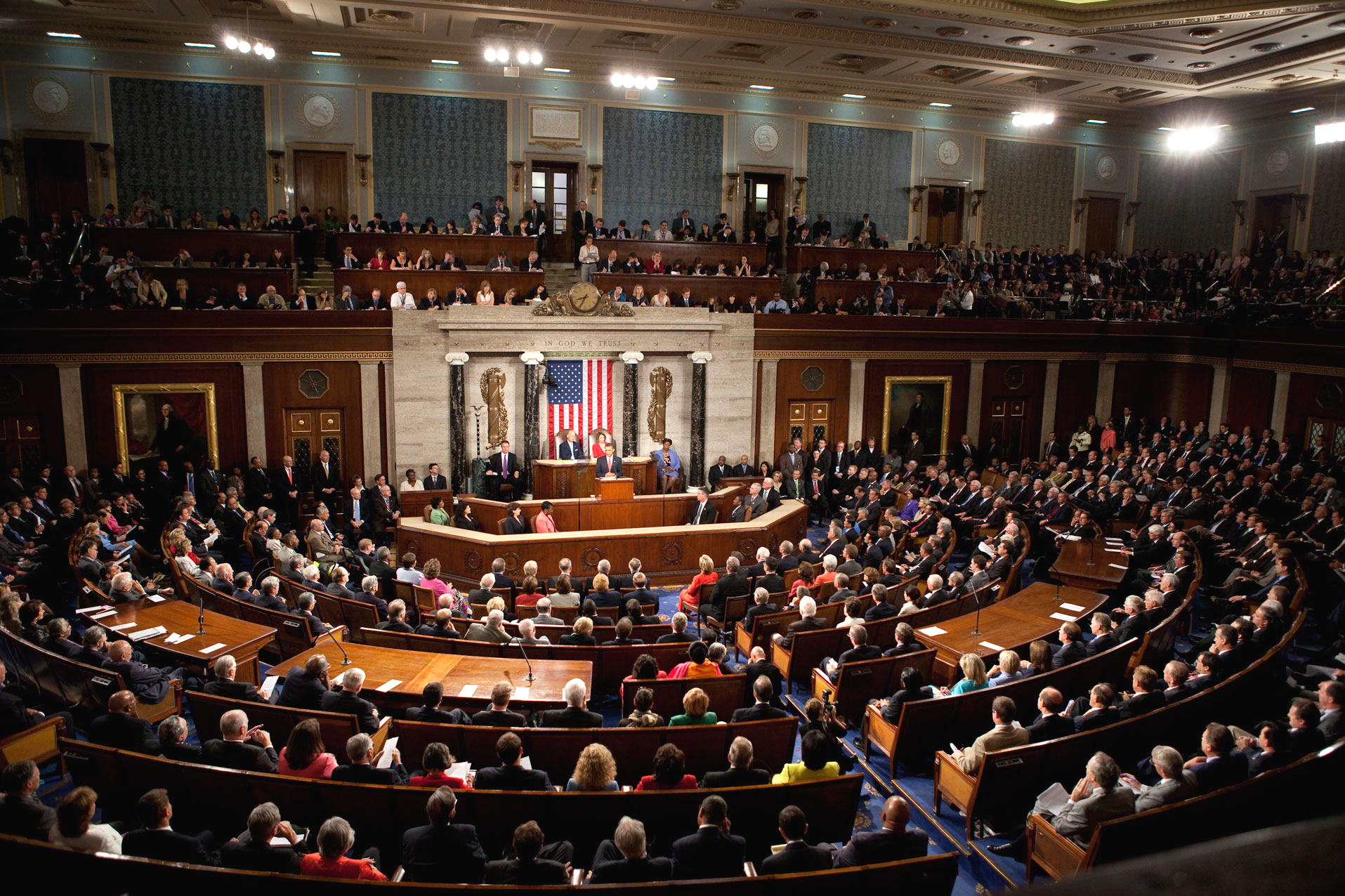
Fasci littori nel Congresso degli Stati Uniti (ai lati della bandiera statunitense)

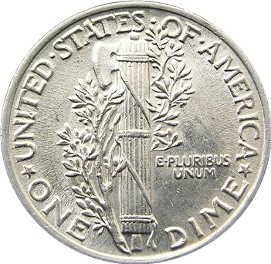
Il fascio sul verso di una moneta statunitense

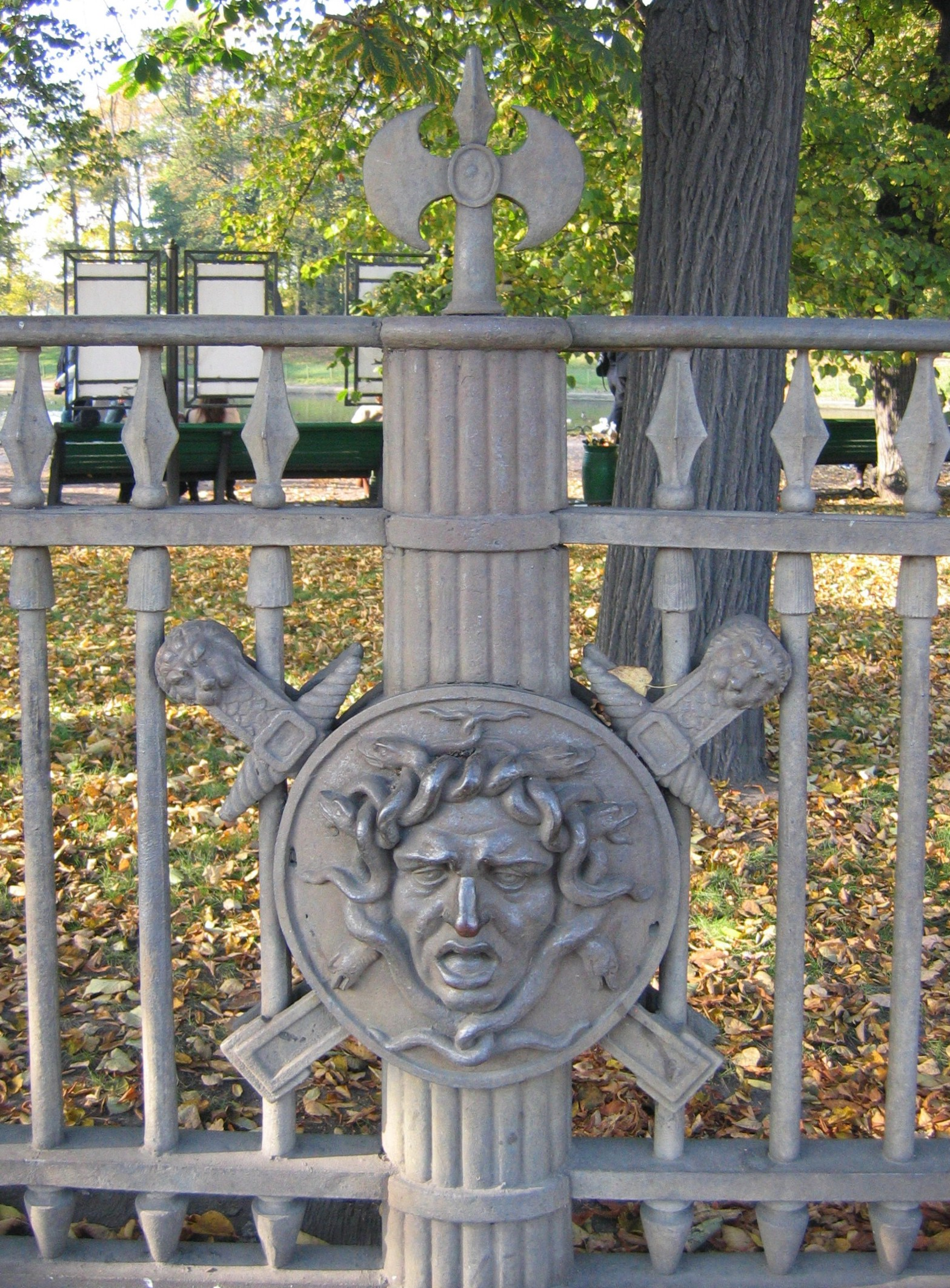
Il fascio sulla cancellata dei Giardini estivi a San Pietroburgo

L'origine etrusca del fascio littorio sembrerebbe trovare fondamento su fonti letterarie e su testimonianze archeologiche. A quanto ci riferiscono Dionigi di Alicarnasso e Tito Livio, i Romani avrebbero importato dall'Etruria l'usanza di far precedere i re da littori recanti sulle spalle un fascio di verghe e una scure.
Di origine etrusca dei fasci parlano anche Floro e Strabone, precisando che i fasci furono portati a Roma da Tarquinia. Silio Italico, invece, specifica che la prima città a introdurne l'uso sarebbe stata l'etrusca Vetulonia. E proprio a Vetulonia nel 1898 Isidoro Falchi rinvenne nella cosiddetta tomba del Littore, databile attorno al 600 a.C., un oggetto di ferro ossidato a forma di fascio composto da un gruppo di verghe unite insieme con in mezzo un'ascia a doppio taglio (bipenne). In generale, la loro rappresentazione in ambito etrusco era con asce bipenni o con solo il fascio di verghe senza asce.
La più antica rappresentazione etrusca di fasci senza scure s'incontra in un rilievo chiusino del Museo di Palermo che si data nella prima metà del V secolo a.C. Su urne e su sarcofagi etruschi del periodo ellenistico (IV-I secolo a.C.) sono spesso rappresentati littori con fasci al seguito di magistrati. Fasci sono raffigurati anche sulle pareti della Tomba del Tifone e della Tomba del Convegno (databili al II-I secolo a.C.) di Tarquinia.
Vennero poi usati sin dall'età regia di Roma come simbolo del potere del re e recati davanti a questi in numero di dodici da altrettanti littori, in età repubblicana divennero appannaggio dei magistrati maggiori, cioè quelli dotati di imperium e trasportati davanti al magistrato, in numero corrispondente al suo rango, nelle cerimonie pubbliche e nelle ispezioni.

## Caratteristiche
Con l'esclusione del dittatore, tutti gli altri magistrati potevano portare le asce infisse nei fasci solo al di fuori del pomerio, poiché all'interno della città non era possibile applicare la pena di morte a cittadini romani, che avevano diritto alla provocatio ad populum cioè di ricorrere ai comizi centuriati per paralizzare una condanna capitale stabilita dai magistrati; inoltre, in età repubblicana le verghe dei fasci erano considerate l'unico modo in cui fosse possibile violare la schiena di un cittadino romano, altrimenti considerata sacra e inviolabile. A seconda della figura, variavano nella composizione:
- Imperatore: in origine 12 littori, dopo Domiziano 24.
- Dittatore: 24 littori fuori del Pomerio e 12 dentro. Questa norma non fu più rispettata a partire dalla dittatura di Silla.
- Console: 12 littori (quanti l'antico Rex).
- Proconsole: 11 littori.
- Magister equitum: 6 littori.
- Pretore: 6 littori, 2 dentro il Pomerio.
- Propretore: 5 littori.
- Edile curule: 2 littori.
- Questore: 1 littore.

L'unica eccezione si verificò con i Decemviri del 450 a.C., che ripristinarono l'uso dei Re di mostrare l'ascia tra i fasci anche all'interno del pomerio, e per questo divennero invisi al popolo romano.
In Senato il console in carica nella presidenza della seduta era riconoscibile dal fatto di esser fornito di fasces. I fasci venivano inoltre portati da soldati eroici (dovevano essere stati feriti in battaglia) durante i Trionfi (celebrazioni pubbliche tenute a Roma dopo una conquista militare). A volte, in occasione di funerali o riunioni politiche, i littori potevano essere assegnati anche a privati cittadini come segno di rispetto da parte della città.

## Funzione
La funzione dei fasci non era esclusivamente simbolica, giacché le canne venivano materialmente usate per bastonare i delinquenti sul posto e analogamente l'ascia era utilizzata nella somministrazione delle pene capitali e comunque come mezzo di difesa da parte della scorta di lictores, i particolari servitori dello Stato incaricati di portare i fasces.

## Utilizzo nell'età moderna
Il fascio è un simbolo largamente utilizzato nel resto del mondo in stemmi, bandiere e sigilli per rappresentare l'autorità. Negli Stati Uniti d'America si può ritrovare ad esempio nel simbolo del Senato federale o anche inciso sopra la porta dello studio Ovale del Presidente nonché nel Lincoln Memorial. Tra gli altri svariati esempi si segnalano lo stemma ufficiale dell'Ecuador, della Francia, del Camerun, quello del cantone svizzero di San Gallo, del comune francese di Villejuif, del comune tedesco di Legau, quello della Polizia norvegese e della Guardia Civil spagnola.

### Francia
Una raccolta fotografica inclusa in Les Grands Palais de France: Fontainebleau rivela che gli architetti francesi usavano i fasci littori (faisceaux romains) come elemento decorativo già sotto Luigi XIII (1610–1643) e hanno continuato a usarlo fino all'Impero di Napoleone I (1804–1815).
I fasci, inizialmente usati solo nelle opere che ritraevano l'antica Roma (sia repubblicana sia imperiale), assunsero un ruolo sempre più importante durante la rivoluzione francese. A partire dalla Prima Repubblica, infatti, il fascio littorio, talvolta sormontato dal berretto frigio, fu sia un tributo alla Repubblica romana sia un simbolo di democrazia e ordine sociale. Durante i moti del 1848, e di nuovo durante la Terza Repubblica, esso appare nel sigillo repubblicano, impugnato dalla dea Libertà. Il fascio, ufficialmente riconosciuto dalla Costituzione come simbolo di "unità ed indivisibilità della Repubblica", compare inoltre nell'attuale stemma della Repubblica Francese insieme alla sigla "RF", circondato da foglie d'ulivo (simbolo di pace) e di quercia (simbolo di giustizia).
Sebbene non sia mai stato riconosciuto come simbolo della Presidenza della Repubblica, il fascio ha fatto parte dello stemma presidenziale di Valéry Giscard d'Estaing.
Il fascio appare anche sull'elmetto, sulle fibbie e sui distintivi di alcuni reparti dell'esercito francese, tra cui il Corpo autonomo di polizia militare, che ha il compito di indagare gli avvocati coinvolti in processi penali presso la Corte marziale.

### Italia

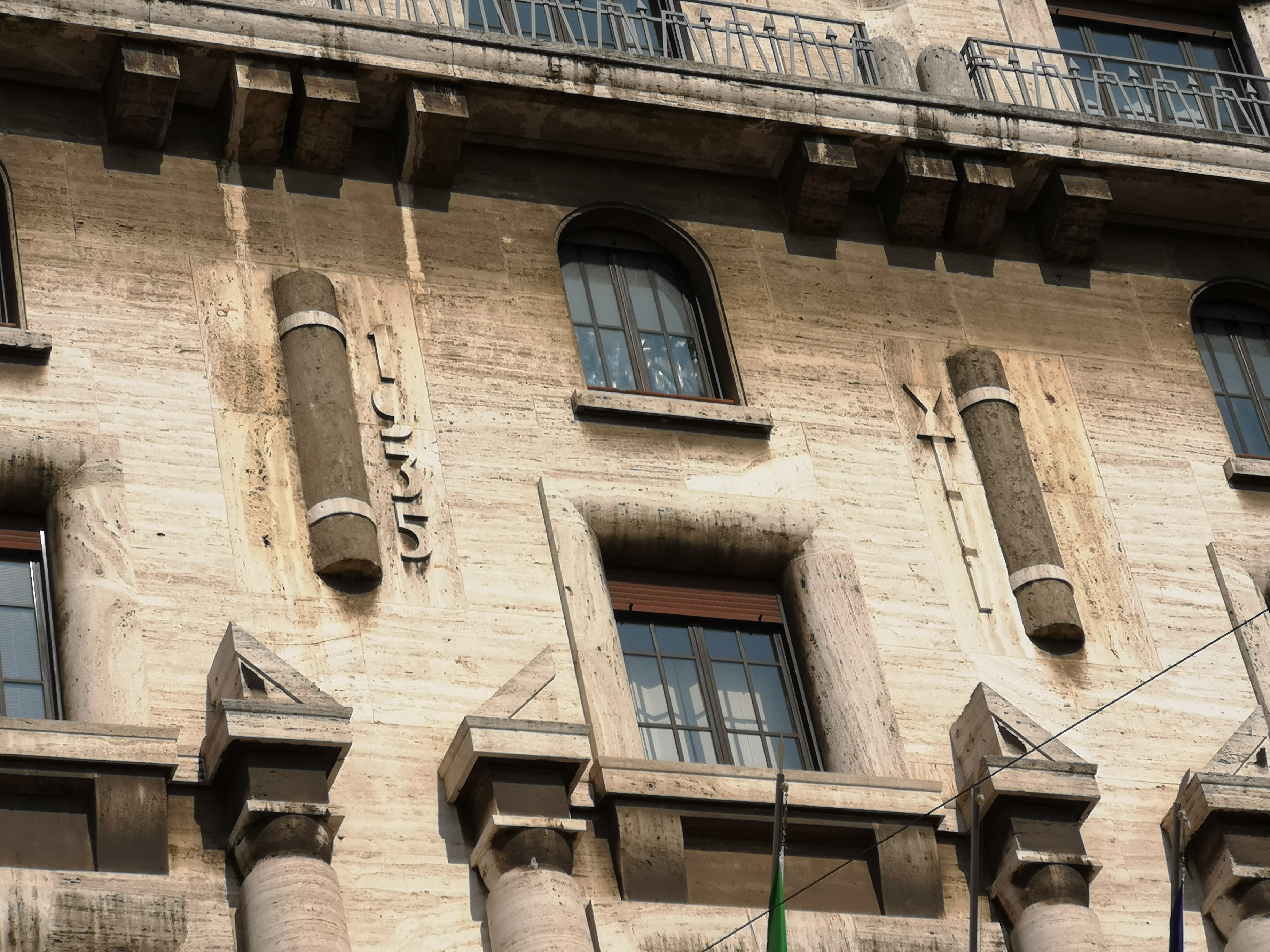
I fasci littori tuttora presenti sulla facciata laterale dell'Agenzia regionale delle entrate a Milano, eretta nel 1935

Il termine venne impiegato nella politica italiana dalla fine del XIX secolo, e, facendo allusione alla forza derivante dall'unione, era riferita a gruppi politici radicali, socialrivoluzionari, particolarmente attivi in diverse parti d'Italia, soprattutto in Sicilia, dove vennero creati i Fasci siciliani, un movimento di lavoratori della terra che si batteva per i loro diritti. Nell'agosto 1883, per coordinare l'opposizione delle sinistre, fu organizzato il Fascio della democrazia da Andrea Costa, Giovanni Bovio e Felice Cavallotti. Il riferimento culturale era l'idea di forza e di unità plebea del fascio nell'antica Roma.
Nel periodo che precede la prima guerra mondiale l'idea di fascio venne estesa in chiave nazionalista dall'Unione Sindacale Milanese, in un celebre discorso di Alceste de Ambris. In qualche settimana le Unioni Sindacali di gran parte dell'area padana, guidate dal dirigente Amilcare De Ambris abbandonarono l'USI e, dopo meno di cinquanta giorni dallo strappo, il 5 ottobre 1914, vennero fondati da Filippo Corridoni, già cofondatore dell'Unione Sindacale Italiana (USI), il Fascio rivoluzionario d'azione internazionalista (composti da membri della sinistra avanzata, da repubblicani intransigenti, da sindacalisti rivoluzionari e dagli irredenti giuliani, dalmati e trentini) e Angelo Oliviero Olivetti pubblicava il loro manifesto nella nuova serie della rivista "Pagine Libere", fondata nel 1906 con Francesco Chiesa e Arturo Labriola. A dicembre dello stesso anno furono fondati i Fasci autonomi di azione rivoluzionaria, con l'aggregazione dei Fasci autonomi di Benito Mussolini, già direttore dell'Avanti!, che pochi giorni prima, il 29 novembre, era stato espulso dal Partito Socialista Italiano.
Nel dicembre del 1917 nacque il Fascio parlamentare per la difesa nazionale sotto la guida di Maffeo Pantaleoni. Il termine "fascio" usato dalla sinistra diventa di moda anche negli ambienti della destra. Nel primo periodo del 1918 il Fascio parlamentare ottiene un discreto successo, radunando tutti gli interventisti, di destra e di sinistra, compresi i nazionalisti e i futuristi. Sull'onda di questo gruppo se ne formeranno molti altri: il "Fascio nazionale italiano", il "Fascio romano per la difesa nazionale", la "Federazione dei Fasci di resistenza". Per tutti, gli obiettivi possono essere riassunti nella petizione al parlamento italiano del "Comitato italiano di resistenza interna":
1. Una ferrea disciplina di guerra;
2. La mobilitazione civile;
3. La costituzione di un'armata di volontari;
4. L'invio in zona di guerra degli ufficiali e soldati mutilati che ne fanno domanda;
5. L'applicazione rigorosa di disposizioni atte a eliminare l'imboscamento nell'interno e nella zona di guerra;
6. Arresto e internamento di sudditi nemici e confisca dei loro beni per costituire un fondo pro-combattenti;
7. Assoluta certezza che la concordia nazionale non verrà turbata (e sarebbe tradimento della patria) col ritorno al governo di uomini che avversano le ragioni ideali e immanenti della nostra guerra.

Alla fine della guerra la coesione degli interventisti del fascio viene naturalmente meno essendo i suoi appartenenti su posizioni ideologiche troppo diverse. Solo parecchi mesi dopo, nel marzo del 1919, quando cominciò a diffondersi il concetto di vittoria mutilata, quando sembrò che il "Wilsonismo" si applicasse solo all'Italia e dopo il discorso rinunciatario di Bissolati, vi fu una ripresa dei contatti tra gli ex interventisti con la nuova parola d'ordine "Fiume e la Dalmazia italiane". Nacquero così, inizialmente in sordina, per opera di Benito Mussolini i "Fasci italiani di combattimento", che si trasformarono poi nel Partito Nazionale Fascista. Il Fascio littorio sarà poi il simbolo della dittatura di Mussolini e comparirà anche, durante la seconda guerra mondiale, sulla bandiera di guerra della Repubblica Sociale Italiana.

## Nel mondo

### Emblemi statali

Stemma della Francia
Stemma della Francia ufficioso, ma molto usato.
Stemma dell'Ecuador
Stemma del Camerun
Stemma di Cuba

### Forze di polizia, militari e giudiziarie

Stemma della Polizia svedese
Stemma della Polizia norvegese
Stemma della Guardia Civil (Spagna)
Simbolo del National Guard Bureau degli Stati Uniti
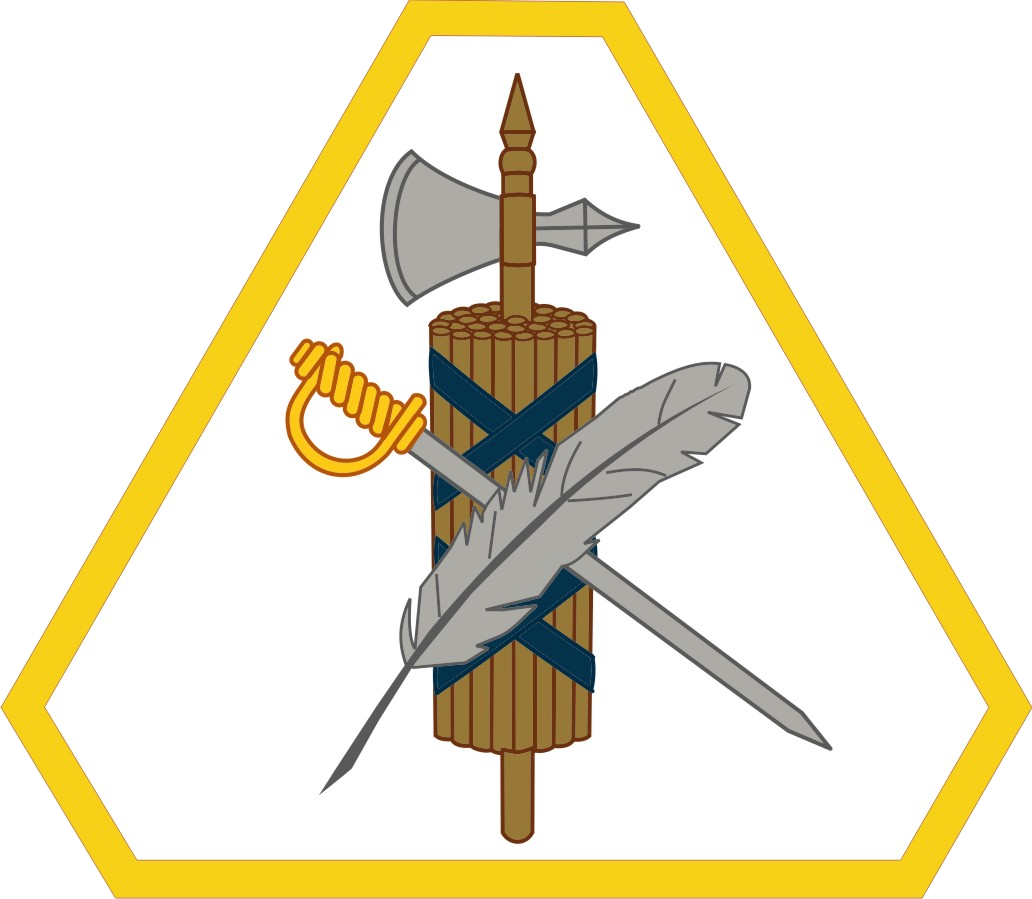
Emblema del personale assegnato allo United States Army Reserve Legal Command

### Stati Uniti d'America

Simbolo del Senato degli Stati Uniti
Stemma dello Stato del Colorado degli Stati Uniti
stemma della United States Tax Court

### Altro

Capo del Littorio
Stemma del comune di Villejuif (Francia)
Stemma del Canton San Gallo (Svizzera)
Stemma del comune di Isorella ( Brescia – Italia)
Stemma del comune di Battaglia Terme ( Padova – Italia)
Stemma del comune di Majano ( Udine – Italia)
Stemma del comune di Mazzarino (Caltanissetta – Italia)
Stemma della ex-Provincia del Carnaro (Italia)
Legau (Germania)
Stemma di Valéry Giscard d'Estaing, cavaliere dell'Ordine dei Serafini e presidente della Repubblica francese
Stemma della famiglia Mazzarino (o Mazarini)
Stemma della famiglia Mancini-Mazzarino
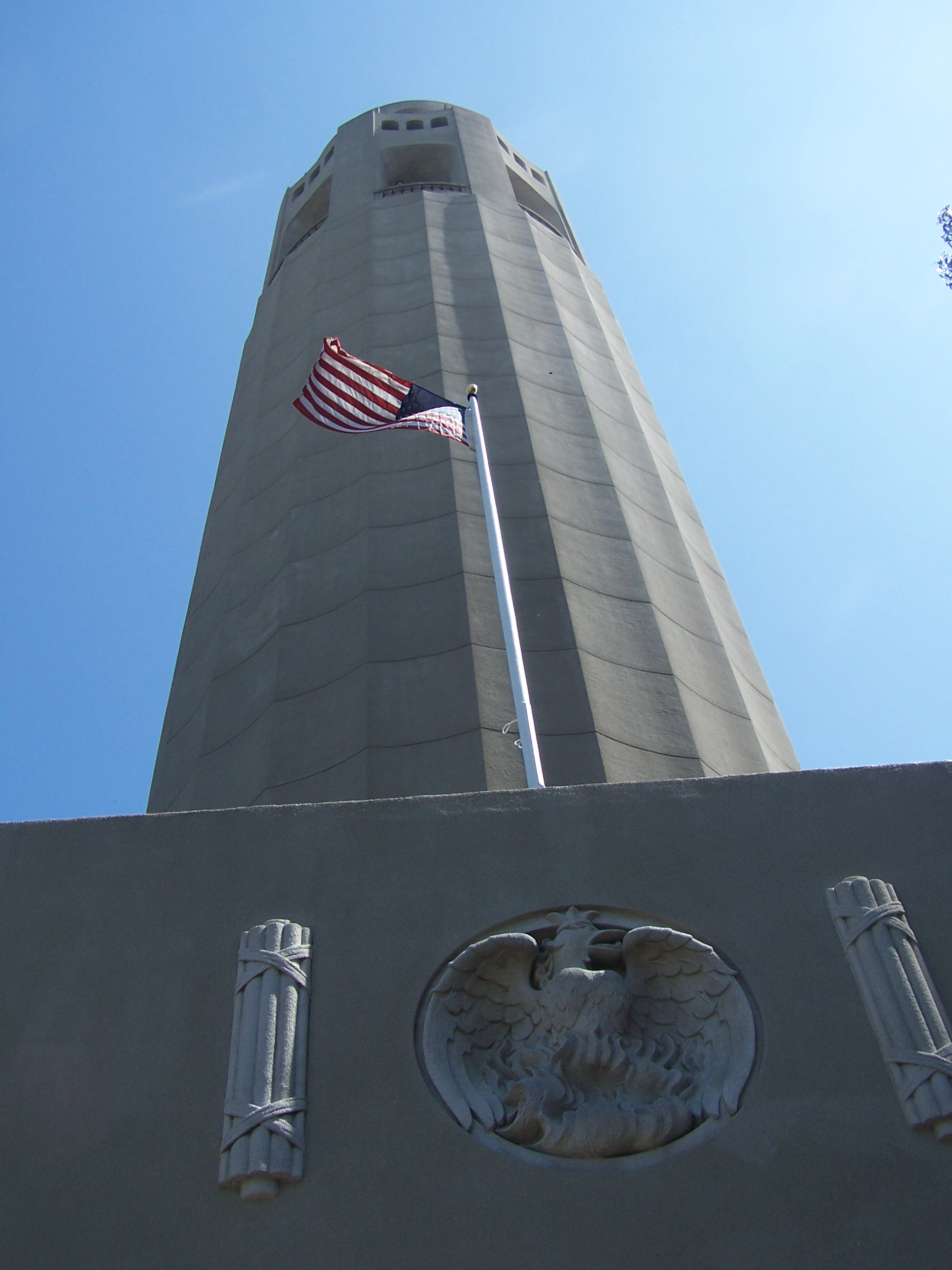
All'entrata della Coit Tower
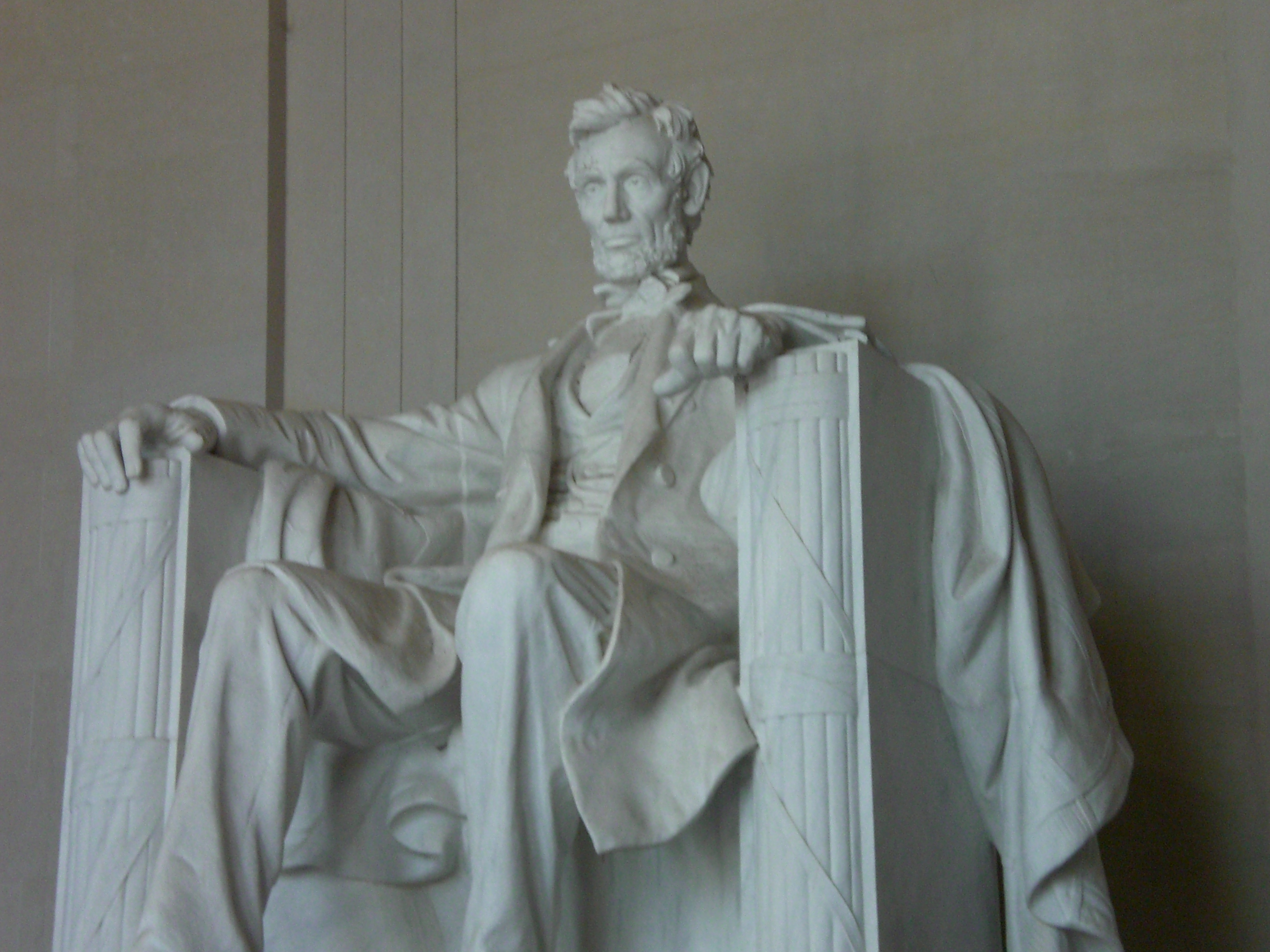
Il Lincoln Memorial
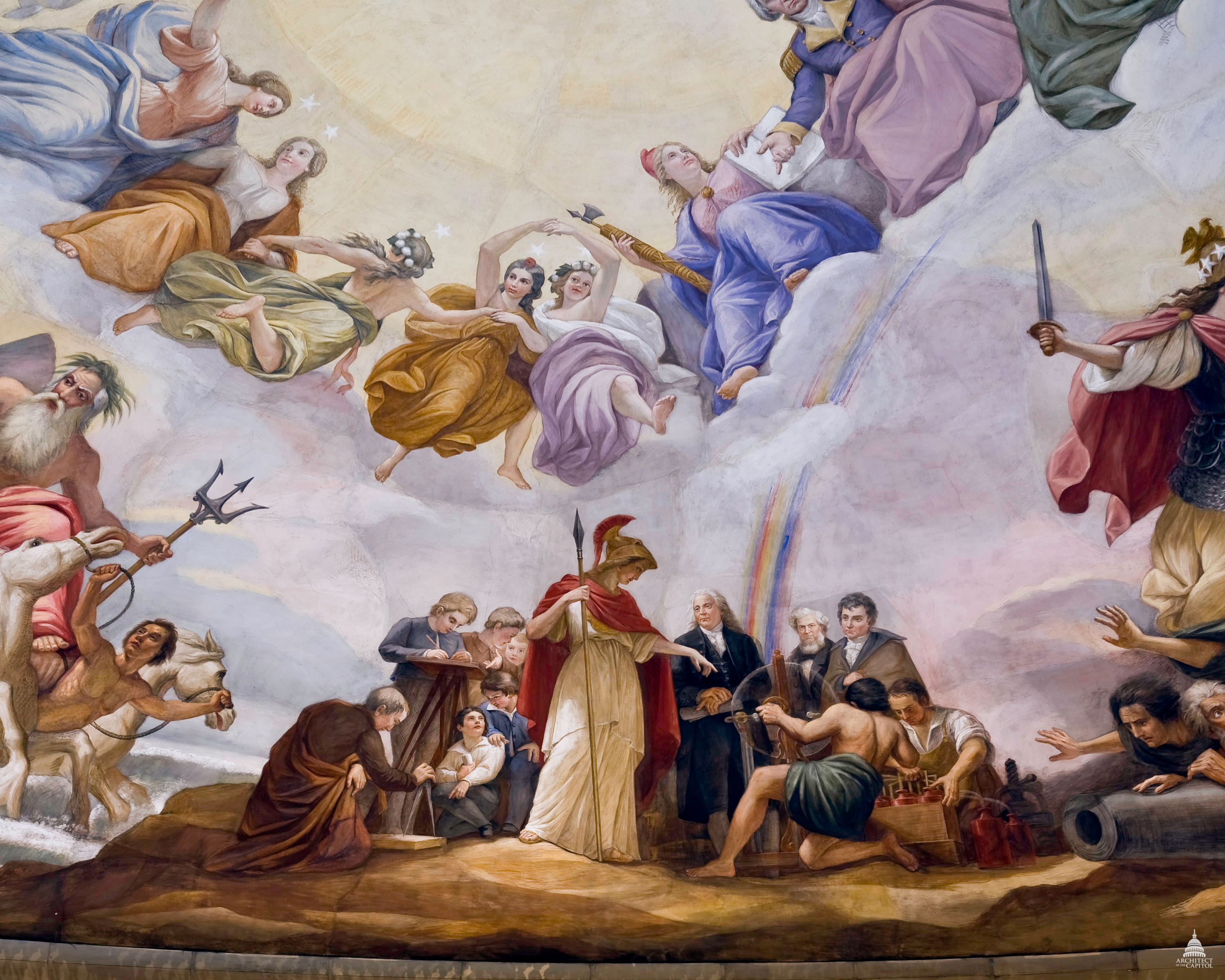
Uno degli affreschi de L'Apoteosi di George Washington
La bandiera e lo stemma del distretto di Brooklyn